# Fazenda Hammersmith

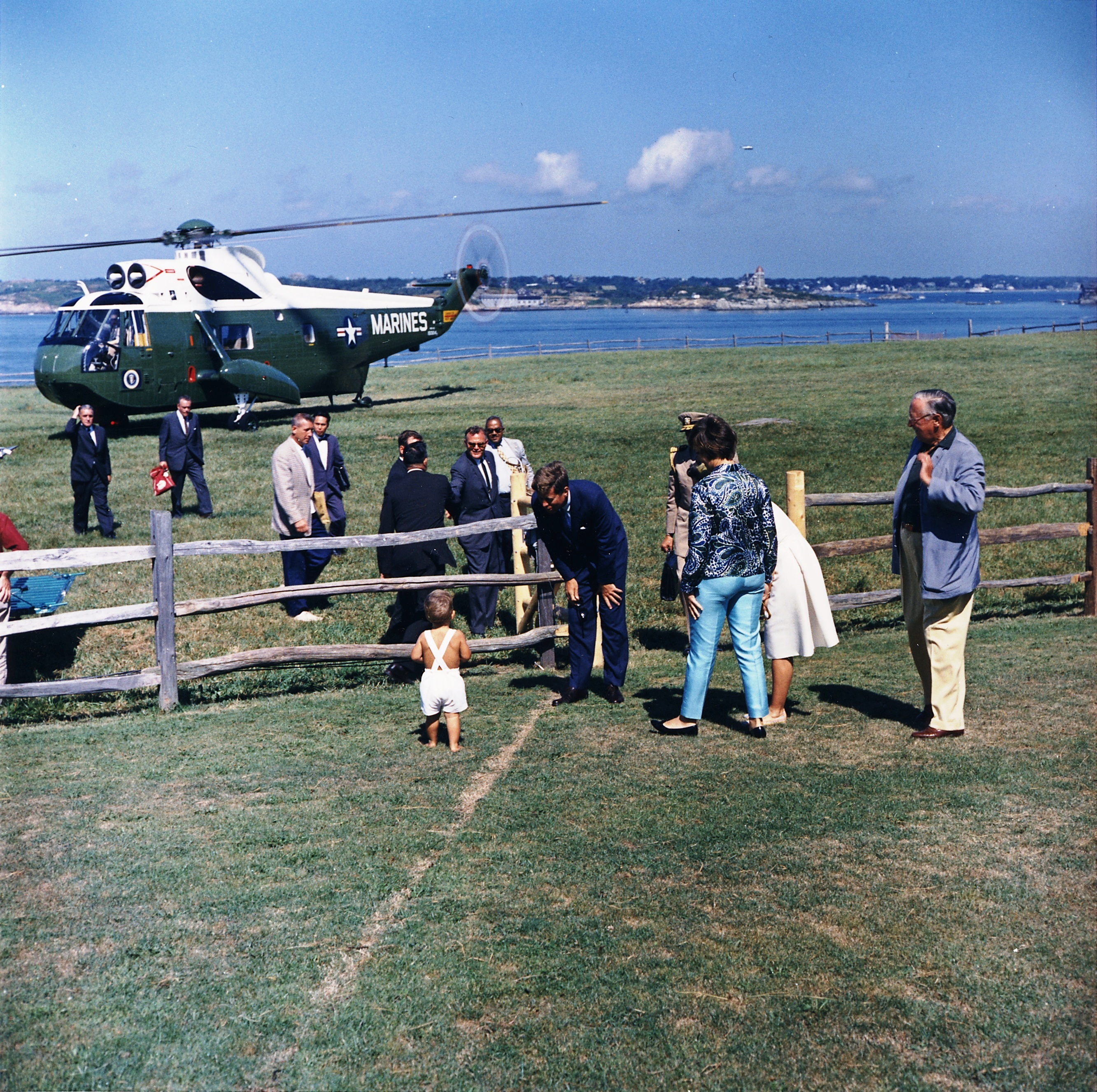
John F. Kennedy chegando na Fazenda Hammersmith em 1962.

A Fazenda Hammersmith (em inglês: Hammersmith Farm) é uma propriedade de 48 acres em Newport, Rhode Island. A fazenda compreende uma mansão vitoriana e foi o lugar de infância de Jacqueline Kennedy Onassis e o lugar de casamento desta com o presidente norte-americano John F. Kennedy. 
Durante sua presidência, Kennedy passou muito tempo na Fazenda Hammersmith e se referia a esta como a "Casa Branca de verão".
Foi adquirida por John W. Auchincloss em 1887, o bisavô do padrasto de Jacqueline Kennedy, Hugh D. Auchincloss. Ficou aberta ao público até ser vendida para William F. Farley em 1997 por $6.675.000, que a vendeu em 1999 por 8 milhões para uma companhia.